# Zhong Acheng
Zhong Acheng (钟阿城, pinyin: Zhōng Āchéng), född 1949, är en kinesisk författare, känd under sin pseudonym A Cheng.
Acheng blev mycket känd genom sin debutroman Qi wang (1984, "Schackkungen") i såväl Kina som Taiwan.